# Кардашов, Давид Алексеевич
Давид Алексеевич Кардашов (1903 — 1988) — советский учёный; специалист в области создания полимерных клеев.

## Биография
Давид Кардашов родился в Москве в семье скульптора-анималиста Алексея Николаевича Кардашова (1871–1964) и его жены, Веры Николаевны Бромлей (1883–1968), внучки архитектора В. И. Шервуда, сестры Н.Н.Бромлей.
Его младший брат — Лев Кардашов, скульптор. Младшая сестра — Анна Кардашова, писательница.
Жена — Тамара Ефимовна Кардашова (урожд. Придворова; 1918—1990), дочь Д.Бедного.
Окончил Московский химико-технологический техникум (1926), работал лаборантом, затем химиком-исследователем завода «Динамо», инженером-химиком научно-исследовательской лаборатории «Барклан» МИХМ. С 1935 года работал во Всероссийском НИИ авиационных материалов, где прошёл путь от инженера до начальника лаборатории «Клеи и технология склеивания».
Ведущий специалист в области создания полимерных клеев. 

## Научная деятельность
В 1964 году защитил диссертацию на соискание учёной степени доктора технических наук.
Под его руководством впервые были разработаны уникальные клеи, в том числе плёночные и конструкционного назначения; организовано их промышленное производство. Создал более 60 марок клеев: ВК-9, ВК-3, ВК-32-200, ВК-25, ВК-31, применяющихся при создании всех самолётов и вертолётов. Д.А. Кардашов участвовал в организации их промышленного производства.
Автор более 100 научных трудов; его монография «Синтетические клеи» переведена на многие языки и служит настольной книгой нескольких поколений специалистов, занимающихся разработкой и применением клеев.

## Награды
- Орден Красной Звезды,
- Орден Трудового Красного Знамени,
- медали[2].